# دوريان ديسوليل
دوريان ديسوليل (7 أغسطس 1992 بشارلوروا في بلجيكا - ) هو لاعب كرة قدم بلجيكي في مركز الدفاع. لعب مع نادي رويال شارلروا ونادي سينت ترويدن ونادي فيرتون.

## روابط خارجية
- دوريان ديسوليل على موقع قاعدة بيانات كرة القدم.إي يو (الإنجليزية)
- دوريان ديسوليل على موقع Soccerway.com (الإنجليزية)